# Association of Surfing Professionals
La Association of Surfing Professionals (ASP) (en español Asociación de Surfistas Profesionales) es la organización que regula y se encarga de la celebración del ASP World Tour, los Campeonatos del Mundo de Surf. Forma parte de la ISA (International Surfing Association).
La organización se creó en 1983 y desde entonces hasta ahora celebra cada año los campeonatos.
Incluye seis campeonatos profesionales cada año:  WCT (World Championship Tour), los WQS (World Qualifying Series), los WLT (World Longboard Championships), los WJC (World Junior Championships), los WMC, y Eventos Especiales.

## Oficinas en el mundo
La ASP cuenta con siete sedes en todo el mundo:
- ASP Australasia, con sede en Casuarina Beach, Australia.
- ASP Europe, con sede en Capbreton, Francia.
- ASP Norteamérica, con sede en Huntington Beach, California, Estados Unidos.
- ASP Japón, con sede en Kaigan, Fujisawa.
- ASP África, con sede en Durban, Sudáfrica.
- ASP Hawái, con sede en Aiea, Hawái.
- ASP Sudamérica, con sede en Florianópolis, Brasil.